# مرحلة المجموعات في دوري أبطال آسيا 2008
أقيمت مرحلة المجموعات في دوري أبطال آسيا 2008 في الفترة من 12 مارس إلى 22 مايو 2008. وتنافس في مرحلة المجموعات 28 فريقا لتحديد المراكز السبعة في مرحلة خروج المغلوب من دوري أبطال آسيا 2008.

## المجموعات

### المجموعة أ
| الفريق                  | لعب | ف | ت | خ | أ.له | أ.ع | أ.ف | نقاط |
| ----------------------- | --- | - | - | - | ---- | --- | --- | ---- |
| نادي بونيودكور          | 6   | 4 | 1 | 1 | 8    | 2   | +6  | 13   |
| نادي الاتحاد (السعودية) | 6   | 3 | 0 | 3 | 6    | 5   | +1  | 9    |
| نادي سباهان أصفهان      | 6   | 2 | 1 | 3 | 5    | 8   | −3  | 7    |
| نادي الاتحاد (سوريا)    | 6   | 2 | 0 | 4 | 4    | 8   | −4  | 6    |

| نادي سباهان أصفهان | 0–2    | نادي الاتحاد (سوريا)                          |
| ------------------ | ------ | --------------------------------------------- |
|                    | Report | خيسوس خافيير غوميز 21' · عبد الفتاح الآغا 87' |

| نادي الاتحاد (السعودية) | 1–0    | نادي بونيودكور |
| ----------------------- | ------ | -------------- |
| ماغنو ألفيس 80'         | Report |                |

| نادي الاتحاد (سوريا) | 0–1    | نادي الاتحاد (السعودية) |
| -------------------- | ------ | ----------------------- |
|                      | Report | ماغنو ألفيس 78'         |

| نادي بونيودكور                           | 2–0    | نادي سباهان أصفهان |
| ---------------------------------------- | ------ | ------------------ |
| أولوغبيك باكاييف 61' · تيمور كابادزه 80' | Report |                    |

| نادي الاتحاد (سوريا) | 0–2    | نادي بونيودكور                     |
| -------------------- | ------ | ---------------------------------- |
|                      | Report | جسور حسنوف 50' · تيمور كابادزه 65' |

| نادي سباهان أصفهان                  | 2–1    | نادي الاتحاد (السعودية) |
| ----------------------------------- | ------ | ----------------------- |
| مهدي سيد صالحي 59' · هادي عقيلي 71' | Report | طلال المشعل 89'         |

| نادي بونيودكور    | 1–0    | نادي الاتحاد (سوريا) |
| ----------------- | ------ | -------------------- |
| تيمور كابادزه 29' | Report |                      |

| نادي الاتحاد (السعودية) | 0–1    | نادي سباهان أصفهان |
| ----------------------- | ------ | ------------------ |
|                         | Report | عماد محمد 70'      |

| نادي الاتحاد (سوريا)                       | 2–1    | نادي سباهان أصفهان |
| ------------------------------------------ | ------ | ------------------ |
| جوناثان لورنس 61' · خيسوس خافيير غوميز 64' | Report | هادي عقيلي 48'     |

| نادي بونيودكور                       | 2–0    | نادي الاتحاد (السعودية) |
| ------------------------------------ | ------ | ----------------------- |
| أنورجان سولييف 10' · سرفر جباروف 38' | Report |                         |

| نادي سباهان أصفهان      | 1–1    | نادي بونيودكور |
| ----------------------- | ------ | -------------- |
| جلال الدين علي محمدي 2' | Report | Gochguliev 72' |

| نادي الاتحاد (السعودية)                | 3–0    | نادي الاتحاد (سوريا) |
| -------------------------------------- | ------ | -------------------- |
| سلطان النمري 30'، 50' · نايف هزازي 42' | Report |                      |

### المجموعة ب
| الفريق            | لعب | ف | ت | خ | أ.له | أ.ع | أ.ف | نقاط |
| ----------------- | --- | - | - | - | ---- | --- | --- | ---- |
| نادي سايبا        | 6   | 3 | 3 | 0 | 7    | 3   | +4  | 12   |
| نادي القوة الجوية | 6   | 2 | 2 | 2 | 5    | 5   | 0   | 8    |
| نادي الوصل        | 6   | 2 | 1 | 3 | 5    | 7   | −2  | 7    |
| نادي الكويت       | 6   | 1 | 2 | 3 | 4    | 6   | −2  | 5    |

| نادي الوصل | 0–1    | نادي القوة الجوية |
| ---------- | ------ | ----------------- |
|            | Report | Alwan 32'         |

| نادي الكويت  | 1–1    | نادي سايبا        |
| ------------ | ------ | ----------------- |
| خالد عجب 44' | Report | ميلاد زنيدبور 66' |

| نادي القوة الجوية | 0–0    | نادي الكويت |
| ----------------- | ------ | ----------- |
|                   | Report |             |

| نادي سايبا                           | 2–0    | نادي الوصل |
| ------------------------------------ | ------ | ---------- |
| عيسى تراوري 45' · كريم أنصاريفرد 57' | Report |            |

| نادي القوة الجوية | 0–1    | نادي سايبا       |
| ----------------- | ------ | ---------------- |
|                   | Report | أمير وزيري 45+1' |

| نادي الوصل                          | 1–0    | نادي الكويت |
| ----------------------------------- | ------ | ----------- |
| طارق حسن (لاعب كرة قدم إماراتي) 75' | Report |             |

| نادي سايبا               | 1–1    | نادي القوة الجوية            |
| ------------------------ | ------ | ---------------------------- |
| كيانوش رحمتى 63' (ركلة.) | Report | أحمد إياد (لاعب كرة قدم) 71' |

| نادي الكويت                  | 2–1    | نادي الوصل          |
| ---------------------------- | ------ | ------------------- |
| خالد عجب 10' · Al Awadhi 42' | Report | عيسى علي 4' (ركلة.) |

| نادي القوة الجوية | 1–2    | نادي الوصل                                    |
| ----------------- | ------ | --------------------------------------------- |
| إبراهيم كامل ‏ 69' | Report | محمد سالم العنزي 49' · أليكساندر أوليفيرا 64' |

| نادي سايبا       | 1–0    | نادي الكويت |
| ---------------- | ------ | ----------- |
| كيانوش رحمتى 24' | Report |             |

| نادي الوصل        | 1–1    | نادي سايبا      |
| ----------------- | ------ | --------------- |
| أندريه دياز 90+2' | Report | عيسى تراوري 21' |

| نادي الكويت  | 1–2    | نادي القوة الجوية                |
| ------------ | ------ | -------------------------------- |
| خالد عجب 22' | Report | Kadhim 17' · ياسر عبد المحسن 48' |

### المجموعة ج
| الفريق                   | لعب | ف | ت | خ | أ.له | أ.ع | أ.ف | نقاط |
| ------------------------ | --- | - | - | - | ---- | --- | --- | ---- |
| نادي الكرامة (سوريا)     | 6   | 3 | 2 | 1 | 8    | 3   | +5  | 11   |
| نادي الوحدة (الإمارات)   | 6   | 2 | 3 | 1 | 6    | 7   | −1  | 9    |
| نادي السد (قطر)          | 6   | 1 | 3 | 2 | 6    | 8   | −2  | 6    |
| النادي الأهلي (السعودية) | 6   | 0 | 4 | 2 | 5    | 7   | −2  | 4    |

| نادي السد (قطر)                  | 2–1    | النادي الأهلي (السعودية) |
| -------------------------------- | ------ | ------------------------ |
| إيمرسون شيخ 6' · فيليبي جورج 26' | Report | فال بايانو 73'           |

| نادي الكرامة (سوريا)                                   | 4–1    | نادي الوحدة (الإمارات) |
| ------------------------------------------------------ | ------ | ---------------------- |
| فراس إسماعيل 3' · زياد شعبو 27'، 48' · محمد الحموي 80' | Report | محمد سعيد الشحي 83'    |

| النادي الأهلي (السعودية) | 1–1    | نادي الكرامة (سوريا) |
| ------------------------ | ------ | -------------------- |
| Al Thagafi 15'           | Report | محمد الحموي 44'      |

| نادي الوحدة (الإمارات)                             | 2–2    | نادي السد (قطر)                      |
| -------------------------------------------------- | ------ | ------------------------------------ |
| أندريه لوتشيانو دا سيلفا 17' · محمد سعيد الشحي 85' | Report | كارلوس تينوريو 44' · إيمرسون شيخ 71' |

| النادي الأهلي (السعودية) | 0–0    | نادي الوحدة (الإمارات) |
| ------------------------ | ------ | ---------------------- |
|                          | Report |                        |

| نادي السد (قطر) | 0–2    | نادي الكرامة (سوريا)             |
| --------------- | ------ | -------------------------------- |
|                 | Report | محمد الحموي 69' · عاطف جنيات 73' |

| نادي الوحدة (الإمارات) | 2–1    | النادي الأهلي (السعودية) |
| ---------------------- | ------ | ------------------------ |
| Josiel 35'، 84'        | Report | Al Gizani 81'            |

| نادي الكرامة (سوريا) | 1–0    | نادي السد (قطر) |
| -------------------- | ------ | --------------- |
| عاطف جنيات 78'       | Report |                 |

| النادي الأهلي (السعودية)                                          | 2–2    | نادي السد (قطر)                       |
| ----------------------------------------------------------------- | ------ | ------------------------------------- |
| طاهر زكريا 28' (ه.ذ.) · حسين عبد الغني (لاعب كرة قدم) 42' (ركلة.) | Report | محمد غلام 32' (ركلة.) · يوسف أحمد 50' |

| نادي الوحدة (الإمارات) | 1–0    | نادي الكرامة (سوريا) |
| ---------------------- | ------ | -------------------- |
| محمد سعيد الشحي 90'    | Report |                      |

| نادي السد (قطر) | 0–0    | نادي الوحدة (الإمارات) |
| --------------- | ------ | ---------------------- |
|                 | Report |                        |

| نادي الكرامة (سوريا) | 0–0    | النادي الأهلي (السعودية) |
| -------------------- | ------ | ------------------------ |
|                      | Report |                          |

### المجموعة د
| الفريق                 | لعب | ف | ت | خ | أ.له | أ.ع | أ.ف | نقاط |
| ---------------------- | --- | - | - | - | ---- | --- | --- | ---- |
| نادي القادسية (الكويت) | 6   | 3 | 2 | 1 | 8    | 7   | +1  | 11   |
| باختاكور طشقند         | 6   | 3 | 2 | 1 | 13   | 6   | +7  | 11   |
| نادي أربيل             | 6   | 2 | 2 | 2 | 8    | 11  | −3  | 8    |
| نادي الغرافة           | 6   | 0 | 2 | 4 | 3    | 8   | −5  | 2    |

| باختاكور طشقند | 0–1    | نادي القادسية (الكويت) |
| -------------- | ------ | ---------------------- |
|                | Report | أحمد عجب 90+1'         |

| نادي أربيل     | 1–1    | نادي الغرافة                  |
| -------------- | ------ | ----------------------------- |
| مسلم مبارك 61' | Report | كليمرسون دي أراوجو سواريز 13' |

| نادي القادسية (الكويت) | 1–1 | نادي أربيل                  |
| ---------------------- | --- | --------------------------- |
| خلف السلامة 81'        |     | أحمد صلاح علوان 28' (ركلة.) |

| نادي الغرافة                                   | 2–2    | باختاكور طشقند                        |
| ---------------------------------------------- | ------ | ------------------------------------- |
| يونس محمود 57' · كليمرسون دي أراوجو سواريز 65' | Report | أسرور عليكولوف 68' · فرهاد تاجييف 78' |

| نادي القادسية (الكويت) | 1–0    | نادي الغرافة |
| ---------------------- | ------ | ------------ |
| أحمد عجب 62'           | Report |              |

| باختاكور طشقند                                  | 2–0    | نادي أربيل |
| ----------------------------------------------- | ------ | ---------- |
| أكمل خولماتوف 47' · ألكساندر غينريخ 52' (ركلة.) | Report |            |

| نادي الغرافة | 0–1    | نادي القادسية (الكويت) |
| ------------ | ------ | ---------------------- |
|              | Report | بدر المطوع 89'         |

| نادي أربيل    | 1–5    | باختاكور طشقند                                                                                       |
| ------------- | ------ | --- |
| حيدر صباح 19' | Report | Siamand 38' (ه.ذ.) · Kuziboyev 69' · داركو ماركوفيتش 73' · ألكساندر غينريخ 81' · أكمل خولماتوف 90+3' |

| نادي القادسية (الكويت)                 | 2–2    | باختاكور طشقند                    |
| -------------------------------------- | ------ | --------------------------------- |
| أحمد عجب 20' · خلف السلامة 45' (ركلة.) | Report | عادل أحمدوف 36' · Z. Tadjiyev 81' |

| نادي الغرافة | 0–1    | نادي أربيل          |
| ------------ | ------ | ------------------- |
|              | Report | أحمد صلاح علوان 29' |

| باختاكور طشقند                            | 2–0    | نادي الغرافة |
| ----------------------------------------- | ------ | ------------ |
| Z. Tadjiyev 19' · عادل أحمدوف 88' (ركلة.) | Report |              |

| نادي أربيل                                   | 4–2    | نادي القادسية (الكويت)          |
| -------------------------------------------- | ------ | ------------------------------- |
| لؤي صلاح 52'، 70'، 79' · أحمد صلاح علوان 89' | Report | Al Shammari 23' · Al-Kandri 34' |

### المجموعة هـ
| الفريق                | لعب | ف | ت | خ | أ.له | أ.ع | أ.ف | نقاط |
| --------------------- | --- | - | - | - | ---- | --- | --- | ---- |
| أديلايد يونايتد       | 6   | 4 | 2 | 0 | 9    | 2   | +7  | 14   |
| نادي تشانغتشون ياتاي  | 6   | 3 | 3 | 0 | 10   | 3   | +7  | 12   |
| بوهانغ ستيلرز         | 6   | 1 | 2 | 3 | 6    | 7   | −1  | 5    |
| نادي بيكامكس بين دونغ | 6   | 0 | 1 | 5 | 4    | 17  | −13 | 1    |

| نادي تشانغتشون ياتاي      | 2–1    | نادي بيكامكس بين دونغ |
| ------------------------- | ------ | --------------------- |
| دو زهينيو 4' · سوي وي 70' | Report | نغوين آنه دوك 53'     |

| بوهانغ ستيلرز | 0–2    | أديلايد يونايتد                    |
| ------------- | ------ | ---------------------------------- |
|               | Report | روبرت كورنثويت 3' · بروس دجيتي 59' |

| نادي بيكامكس بين دونغ      | 1–4    | بوهانغ ستيلرز                                                                          |
| -------------------------- | ------ | -------------------------------------------------------------------------------------- |
| Robson De Lima 11' (ركلة.) | Report | دنيلسون مارتينز ناسيمنتو 49' (ركلة.)، 58' (ركلة.) · كم جاي سونغ 56' · Choi Hyo-jin 64' |

| أديلايد يونايتد | 0–0    | نادي تشانغتشون ياتاي |
| --------------- | ------ | -------------------- |
|                 | Report |                      |

| نادي بيكامكس بين دونغ | 1–2    | أديلايد يونايتد                    |
| --------------------- | ------ | ---------------------------------- |
| فيلانى كويلا 85'      | Report | دييغو والش 10' · ريتشي ألاغيتش 78' |

| نادي تشانغتشون ياتاي | 1–0    | بوهانغ ستيلرز |
| -------------------- | ------ | ------------- |
| غويلاوم داه زادي 86' | Report |               |

| أديلايد يونايتد                                          | 4–1    | نادي بيكامكس بين دونغ |
| -------------------------------------------------------- | ------ | --------------------- |
| لوكاس بانتليس 56' · ترافيس دود 58'، 62' · دييغو والش 77' | Report | فام منه دوك 65'       |

| بوهانغ ستيلرز                          | 2–2    | نادي تشانغتشون ياتاي          |
| -------------------------------------- | ------ | ----------------------------- |
| هوانغ جاي-وون 64' · هوانغ جين سونغ 90' | Report | وانغ دونغ 35' · دو زهينيو 70' |

| نادي بيكامكس بين دونغ | 0–5    | نادي تشانغتشون ياتاي                                                                 |
| --------------------- | ------ | ------------------------------------------------------------------------------------ |
|                       | Report | Wang Bo 2'، 37' · غويلاوم داه زادي 13' · يان فينغ 78' · صومائيل كاباليرو 90' (ركلة.) |

| أديلايد يونايتد | 1–0    | بوهانغ ستيلرز |
| --------------- | ------ | ------------- |
| دييغو والش 63'  | Report |               |

| بوهانغ ستيلرز | 0–0    | نادي بيكامكس بين دونغ |
| ------------- | ------ | --------------------- |
|               | Report |                       |

| نادي تشانغتشون ياتاي | 0–0    | أديلايد يونايتد |
| -------------------- | ------ | --------------- |
|                      | Report |                 |

### المجموعة و
| الفريق                | لعب | ف | ت | خ | أ.له | أ.ع | أ.ف | نقاط |
| --------------------- | --- | - | - | - | ---- | --- | --- | ---- |
| كاشيما أنتلرز         | 6   | 5 | 0 | 1 | 28   | 3   | +25 | 15   |
| نادي بكين سينوبو غوان | 6   | 4 | 0 | 2 | 14   | 9   | +5  | 12   |
| Krung Thai Bank       | 6   | 2 | 1 | 3 | 20   | 27  | −7  | 7    |
| Nam Định              | 6   | 0 | 1 | 5 | 4    | 27  | −23 | 1    |

| Krung Thai Bank | 1–9    | كاشيما أنتلرز |
| --------------- | ------ | --- |
| Kone 64'        | Report | يوزو تاشيرو 15'، 50' · دايكي أواماسا 21' · تاكويا نوزاوا 34'، 90+2' · ماركينيوس (لاعب كرة قدم مواليد 1976) 47'، 69'، 71' · ريوتا ساساكي 73' |

| Nam Dinh         | 1–3    | نادي بكين سينوبو غوان                      |
| ---------------- | ------ | ------------------------------------------ |
| Lê Văn Duyệt 14' | Report | Yan Xiangchuang 57'، 90+1' · دو وينهوي 60' |

| كاشيما أنتلرز | 6–0    | Nam Dinh |
| --- | ------ | -------- |
| ماساشي موتوياما 25'، 48' · ماركينيوس (لاعب كرة قدم مواليد 1976) 58'، 67' · يوزو تاشيرو 73' · دانيلو غابرييل دي أنداردي 90+2' | Report |          |

| نادي بكين سينوبو غوان                        | 4–2    | Krung Thai Bank                   |
| -------------------------------------------- | ------ | --------------------------------- |
| دو وينهوي 39'، 73' · والتر مارتينيز 51'، 75' | Report | Thansopa 58' · Pichitchotirat 63' |

| كاشيما أنتلرز                 | 1–0    | نادي بكين سينوبو غوان |
| ----------------------------- | ------ | --------------------- |
| دانيلو غابرييل دي أنداردي 52' | Report |                       |

| Krung Thai Bank                                                                      | 9–1    | Nam Dinh             |
| ------------------------------------------------------------------------------------ | ------ | -------------------- |
| Kone 4'، 44'، 90+1'، 90+2' · Thansopa 8'، 46'، 59' · Choeichiu 64' · Wongsuparuk 70' | Report | تران دوك ديواونغ 64' |

| نادي بكين سينوبو غوان   | 1–0    | كاشيما أنتلرز |
| ----------------------- | ------ | ------------- |
| تياغو خورخي أونوريو 41' | Report |               |

| Nam Dinh                | 2–2    | Krung Thai Bank              |
| ----------------------- | ------ | ---------------------------- |
| Hoàng Ngọc Linh 2'، 47' | Report | Thansopa 21' · Choeichiu 90' |

| كاشيما أنتلرز | 8–1    | Krung Thai Bank    |
| --- | ------ | ------------------ |
| دايكي أواماسا 19' · شينزو كوروكي 21' · يوزو تاشيرو 45' · تاكويا نوزاوا 46'، 66' · ميتسو أوغاساوارا 50' · دانيلو غابرييل دي أنداردي 74'، 83' | Report | Pichitchotirat 90' |

| نادي بكين سينوبو غوان                                 | 3–0    | Nam Dinh |
| ----------------------------------------------------- | ------ | -------- |
| قو هوي 14' (ركلة.) · يانغ هاو (لاعب كرة قدم) 32'، 78' | Report |          |

| Krung Thai Bank                                          | 5–3    | نادي بكين سينوبو غوان                             |
| -------------------------------------------------------- | ------ | ------------------------------------------------- |
| Thansopa 10'، 44'، 49'، 69' (ركلة.) · Pichitchotirat 27' | Report | تياغو خورخي أونوريو 67' (ركلة.)، 70'، 77' (ركلة.) |

| Nam Dinh | 0–4    | كاشيما أنتلرز                                                                            |
| -------- | ------ | ---------------------------------------------------------------------------------------- |
|          | Report | يوزو تاشيرو 27' · شينزو كوروكي 47' · ماساشي موتوياما 75' · دانيلو غابرييل دي أنداردي 87' |

### المجموعة ز
| الفريق              | لعب | ف | ت | خ | أ.له | أ.ع | أ.ف | نقاط |
| ------------------- | --- | - | - | - | ---- | --- | --- | ---- |
| غامبا أوساكا        | 6   | 4 | 2 | 0 | 14   | 8   | +6  | 14   |
| نادي ملبورن فيكتوري | 6   | 2 | 1 | 3 | 10   | 11  | −1  | 7    |
| تشونام دراغونز      | 6   | 1 | 3 | 2 | 8    | 10  | −2  | 6    |
| نادي تشونبوري       | 6   | 1 | 2 | 3 | 7    | 10  | −3  | 5    |

| نادي ملبورن فيكتوري                          | 2–0    | تشونام دراغونز |
| -------------------------------------------- | ------ | -------------- |
| كيفن موسكات 28' (ركلة.) · رودريغو فارغاس 66' | Report |                |

| غامبا أوساكا         | 1–1    | نادي تشونبوري        |
| -------------------- | ------ | -------------------- |
| لوكاس سيفيرينو 90+4' | Report | ارتيت سونثورنفيت 59' |

| تشونام دراغونز                                | 3–4    | غامبا أوساكا                                                        |
| --------------------------------------------- | ------ | ------------------------------------------------------------------- |
| فيكتور سيموس 4' · Kim Tae-su 27'، 60' (ركلة.) | Report | تاكاهيرو فوتاجاوا 30' · ريوجي باندو 53'، 75' · ميتشيهيرو ياسودا 58' |

| نادي تشونبوري                                | 3–1    | نادي ملبورن فيكتوري |
| -------------------------------------------- | ------ | ------------------- |
| ني فابيانو دي اوليفيرا 45' · Baga 79'، 90+5' | Report | دانييل ألسوب 57'    |

| تشونام دراغونز   | 1–0    | نادي تشونبوري |
| ---------------- | ------ | ------------- |
| فيكتور سيموس 90' | Report |               |

| نادي ملبورن فيكتوري                       | 3–4    | غامبا أوساكا                                                                               |
| ----------------------------------------- | ------ | ------------------------------------------------------------------------------------------ |
| دانييل ألسوب 4'، 65' · رودريغو فارغاس 41' | Report | تاكاهيرو فوتاجاوا 31' · جادر فولني سبيندلر 38' · ساتوشي ياماغوتشي 68' · لوكاس سيفيرينو 89' |

| نادي تشونبوري                  | 2–2    | تشونام دراغونز                       |
| ------------------------------ | ------ | ------------------------------------ |
| On-Mo 56' · فانوواتا جينتا 88' | Report | جونغ جون-يون 5' · Kim Myung-woon 48' |

| غامبا أوساكا             | 2–0    | نادي ملبورن فيكتوري |
| ------------------------ | ------ | ------------------- |
| ماساتو يامازاكي 31'، 57' | Report |                     |

| تشونام دراغونز | 1–1    | نادي ملبورن فيكتوري |
| -------------- | ------ | ------------------- |
| كو كي-غو 37'   | Report | Pondeljak 4'        |

| نادي تشونبوري | 0–2    | غامبا أوساكا                             |
| ------------- | ------ | ---------------------------------------- |
|               | Report | ماساتو يامازاكي 64' · لوكاس سيفيرينو 76' |

| نادي ملبورن فيكتوري                                                      | 3–1    | نادي تشونبوري              |
| ------------------------------------------------------------------------ | ------ | -------------------------- |
| كيفن موسكات 56' · أرتشي تومبسون 65' · كارلوس هرنانديز (لاعب كرة قدم) 77' | Report | ني فابيانو دي اوليفيرا 55' |

| غامبا أوساكا          | 1–1    | تشونام دراغونز            |
| --------------------- | ------ | ------------------------- |
| تاكاهيرو فوتاجاوا 75' | Report | Yoo Hong-youl 86' (ركلة.) |